# 何塞·安东尼奥·雷耶斯
何塞·安东尼奥·雷耶斯·卡尔德隆（西班牙語：José Antonio Reyes Calderón，西班牙語發音：[xoˈse anˈtonjo ˈreʝes kaldeˈɾon]，1983年9月1日—2019年6月1日），西班牙已故职业足球員，司職左翼。
雷耶斯原本在西甲中型班塞維利亞效力，2004年突然被英超球會阿仙奴以高達1050萬鎊轉會費收購。事實上雷耶斯在效力阿仙奴第二場便曾擺過烏龍球，之後亦常公開聲稱無法適應英國環境。最後阿仙奴於2006-07年球季把雷耶斯外借至西甲豪門皇家马德里。
在皇馬的一年，雷耶斯不斷受到傷患困擾，加上要改踢不甚擅長的右中場位置，這限制了雷耶斯的發揮，亦令他始終未能踢回以往在西甲時的表現。不過他於聯賽最後一周的賽事贏回了球迷的歡心，他於下半場後備上陣並連入兩球，令球隊反勝對手，協助皇馬於最後一周以同分但較佳對賽成績擊敗巴塞隆拿，重奪失落了4年的聯賽冠軍。賽季結束後，他沒有重返英國，並加盟同在馬德里市的馬德里體育會。2008/09賽季，他被外借至葡超球队本菲卡。雷耶斯在职业生涯末期曾效力中甲球队新疆天山雪豹。他生前最后效力于西乙球會埃斯特雷马杜拉。
2019年6月1日雷耶斯於家鄉烏特雷拉駕駛的汽車推測於時速111-128公里下車胎爆胎，失控後剷出公路，最後跌落一個斜坡撞毀及起火焚燒。雷耶斯及其乘車的表弟一同喪生，而另一位乘客則身體六成燒傷，送至醫院深切治療部搶救。

## 榮譽

### 球會
西維爾
- 欧足联欧洲联赛：2013-14賽季、2014-15賽季、2015-16賽季
- 西班牙足球乙级联赛：2000-01賽季

 阿仙奴
- 英格兰足球超级联赛：2003-04賽季
- 英格蘭足總盃：2004-05賽季
- 英格蘭社區盾：2004年（英语：2004 FA Community Shield）

 皇家馬德里
- 西班牙足球甲级联赛：2006-07賽季

 馬德里體育會
- 欧足联欧洲联赛：2009-10賽季、2011-12賽季
- 歐洲超級盃：2010年
- 歐洲足協圖圖盃：2007年

 賓菲加
- 葡萄牙聯賽盃：2008-09賽季

### 國家隊
西班牙 U19
- 歐洲U-19足球錦標賽：2002年

### 個人
- 英格兰足球超级联赛每月最佳球員（英语：Premier League Player of the Month）：2004年8月

## 外部連結
- 何塞·安东尼奥·雷耶斯在BDFutbol中的档案
- 荷西·安東尼奧·雷耶斯（页面存档备份，存于）於BDFutbol網站上的資料
- 足球数据库：何塞·安东尼奥·雷耶斯的球员统计数据
- 何塞·安东尼奥·雷耶斯在 National-Football-Teams.com 上的出场纪录
- 何塞·安东尼奥·雷耶斯 – FIFA國際賽競賽紀錄 (存檔)